# Рахимов, Акбар Мухитдинович
Акбар Мухитдинович Рахимов (узб. Akbar Muhiddinovich Rahimov, род. 1 января 1949, Ташкент, Узбекская ССР) — советский, узбекский художник-керамист, гончар.  Академик Академии художеств Узбекистана (1997), заслуженный деятель искусств Узбекистана (1991).

## Биография
Акбар Рахимов родился 1 января 1949 года в семье потомственного гончара Мухитдина Рахимова, его отец, дед и прадед также занимались гончарным ремеслом.
В 1971 году окончил факультет геологии Ташкентского политехнического института и в 1979 году факультет керамики Ташкентского театрально-художественного института, но главным учителем Рахимова был его отец, в художественной мастерской которого он начал осваивать основы гончарного мастерства. Чтобы изучить технологию производства фарфора прошёл полугодовую практику на Ташкентском фарфоровом заводе. В 1974 году стал членом Союза художников Узбекской ССР. С 1979 года преподавал в Ташкентском театрально-художественном институте.
В 1997 году Акбар Рахимов стал действительным членом Академии художеств Узбекистана. В 1998 году исследовал средневековую керамическую плитку, использовавшуюся в облицовке памятников архитектуры Самарканда с целью восстановления технологии её производства, а также процесс изготовления эмалей из натуральных продуктов, в проекте «Голубая керамика Самарканда» под эгидой ЮНЕСКО, в этом же году в рамках проекта был снят фильм о производстве глазури, который был продемонстрирован на семинаре гончарам республики. В 2004 году при его содействии сняли фильм «Гончары Узбекистана», состоящий из 5 серий. В 2006 году открыл школу гончарного мастерства «Мастер — Ученик».

## Семья
Отец, Мухитдин Рахимов (1903—1985) — советский, узбекский художник-керамист, гончар, искусствовед, народный художник Узбекской ССР.
Сын, Алишер Рахимов (род. 1975) —  узбекский художник-керамист, заслуженный работник культуры Узбекистана.

## Творчество
В творчестве Акбара Рахимова получило дальнейшее развитие традиция ташкентской школы гончарного дела (особенно метод «Чизма»), он также творчески переосмыслил многовековые достижений национального гончарного искусства. Его работы включают в себя как традиционную национальную керамическую посуду, наборы — сервизы, состоящие из разных предметов, а также новые современные декоративные керамические произведения.
С 1966 года Рахимов участвует в международных выставках и организует персональные выставки. Образцы его работ находятся в музеях и частных коллекциях Узбекистана и зарубежных стран.

## Награды
- Заслуженный деятель искусств Узбекистана (1991)
- Орден «Мехнат шухрати» (2000)[1]